# Комиссия при президенте Российской Федерации по делам инвалидов
Комиссия при президенте Российской Федерации по делам инвалидов — совещательный орган при президенте Российской Федерации, образованный в целях обеспечения взаимодействия федеральных органов государственной власти, органов государственной власти субъектов Российской Федерации, органов местного самоуправления, общественных объединений, научных и других организаций при рассмотрении вопросов, связанных с решением проблем инвалидности и инвалидов в Российской Федерации.

## История
- Первоначальная инициатива по созданию органа, координирующего работу с инвалидами, принадлежала Валерию Буркову — боевому лётчику, получившему инвалидность в бою во время войны в Афганистане. Бурков создал инициативную группу, разработал первоначальный пакет документов, регламентирующих работу комитета и собрал около 70 согласующих подписей у различных чиновников. В феврале 1990го года Бурков начал взаимодействие с Верховным Советом РСФСР, передав туда подготовленный пакет документов. К февралю 1991 года ему удалось добиться создания подготовительного комитета, которому к августу того же года удалось согласовать положение о Комитете и добиться формального утверждения проекта о его создании[1].
- Распоряжением президента РСФСР от 20 ноября 1991 г. № 95-рп был создан Координационный комитет по делам инвалидов при президенте РСФСР, утверждёно положение о нём[2].
- Распоряжением президента Российской Федерации от 27 марта 1993 года № 205-рп было утверждено новое положение о Координационном комитете по делам инвалидов при президенте Российской Федерации, которым комитет был фактически переименован[3].
- Указом президента Российской Федерации от 12 июля 1994 г. № 1490 был упразднён Координационный комитет по делам инвалидов при президенте Российской Федерации[4].
- Указом президента Российской Федерации от 13 июня 1996 г. № 901[5] взамен[6] ранее упразднённого координационного комитета был образован Совет по делам инвалидов при президенте Российской Федерации, созданный в целях информирования президента Российской Федерации по вопросам, связанным с решением проблем инвалидности и инвалидов в Российской Федерации, разработки предложений по формированию и проведению государственной политики в области профилактики инвалидности, реабилитации инвалидов и содействия выполнению соответствующих программ, планов и мероприятий. Этим же Указом утверждено Положение о Совете, председателем Совета назначен заместитель руководителя Администрации президента Российской Федерации — начальник Главного управления президента Российской Федерации по вопросам внутренней и внешней политики государства Викторов Валерьян Николаевич.
- Указом президента Российской Федерации от 3 марта 2001 г. № 242[7] совет был упразднён.
- Указом президента Российской Федерации от 17 декабря 2008 г. № 1792 был образован Совет при президенте Российской Федерации по делам инвалидов, как совещательный орган при президенте Российской Федерации, содействующий реализации полномочий главы государства по обеспечению согласованного функционирования и взаимодействия федеральных органов государственной власти, органов государственной власти субъектов Российской Федерации, органов местного самоуправления, общественных объединений, научных и других организаций при рассмотрении вопросов, связанных с решением проблем инвалидности и инвалидов в Российской Федерации, этим же указом было утверждено Положение о Совете и его состав.
- Указ о создании совета признан утратившим силу Указом президента Российской Федерации от 21 августа 2012 г. № 1201. Этим же указом Совет был преобразован в Комиссию при президенте Российской Федерации по делам инвалидов. Организационно-техническое обеспечение деятельности Комиссии передано в Управление президента РФ по социально- экономическому сотрудничеству с государствами — участниками СНГ, Республикой Абхазия и Республикой Южная Осетия, входящее в состав Администрации президента[8].

## Основные задачи и функции
Сфера ответственности комитета, совета и комиссии устанавливалась и корректировалась непосредственно распоряжениями и указами президента, регулирующими существование этого органа.
Координационный комитет:
- разрабатывает и вносит на рассмотрение президента РСФСР проекты основных направлений государственной политики по профилактике инвалидности, реабилитации инвалидов и обеспечению им равных возможностей, проекты указов и распоряжений президента РСФСР по вопросам, входящим в компетенцию Координационного комитета;
- рассматривает проекты планов социально-экономического развития РСФСР, а также проекты общереспубликанских программ, планов и мероприятий, проекты указов и распоряжений президента РСФСР, постановлений и распоряжений Правительства РСФСР, затрагивающих интересы инвалидов и проблемы инвалидности, и подготавливает соответствующие заключения
- осуществляет наблюдение за надлежащим исполнением указов и распоряжений президента РСФСР по вопросам, входящим в компетенцию Комитета;
- выявляет требующие приоритетного и неотложного решения вопросы в сфере профилактики инвалидности, реабилитации инвалидов и обеспечения им равных возможностей и вносит на рассмотрение президента РСФСР соответствующие предложения и рекомендации;
- представляет ежегодно президенту РСФСР доклад и соответствующие рекомендации по профилактике инвалидности, реабилитации инвалидов и обеспечению им равных возможностей;
- подготавливает для президента РСФСР и Верховного Совета РСФСР обзоры по отдельным направлениям государственной политики в сфере профилактики инвалидности, реабилитации инвалидов и обеспечения им равных возможностей;
- представляет президенту РСФСР по его поручению или по своей инициативе необходимые информационные материалы и связанные с ними предложения и рекомендации по отдельным вопросам, касающимся инвалидности и инвалидов;
- подготавливает по поручению президента РСФСР или по своей инициативе заключения на проекты актов законодательства, иных нормативных актов государственных органов РСФСР на предмет решения в указанных актах вопросов профилактики инвалидности, реабилитации инвалидов и обеспечения им равных возможностей;
- анализирует эффективность реализации государственной политики, программ, планов и мероприятий по решению проблем инвалидности и инвалидов; степень удовлетворения специфических потребностей инвалидов, уровень их правовой защищенности; деятельность министерств, государственных комитетов и ведомств РСФСР, научных учреждений, а также общественных объединений и иных организаций, участвующих в решении указанных проблем, и подготавливает соответствующие заключения для рассмотрения президентом РСФСР;
- координирует проведение научных исследований по проблемам инвалидности и инвалидов, осуществляемых научными учреждениями и высшими учебными заведениями РСФСР, финансируемых за счет республиканского бюджета; оказывает содействие в реализации и внедрении в практику новейших научно-технических разработок, изобретений, открытий, передовых идей, связанных с решением проблем инвалидности и инвалидов;
- осуществляет наблюдение за ходом выполнения общереспубликанских программ, планов и мероприятий по профилактике инвалидности, реабилитации инвалидов и обеспечению им равных возможностей; подготавливает заключения по указанным вопросам для рассмотрения президентом РСФСР;
- участвует в подготовке предложений о назначении или избрании руководителей государственных органов РСФСР, в компетенцию которых входит решение проблем инвалидности и инвалидов;
- организует систематический сбор, обработку, хранение и распространение информации по проблемам инвалидности и инвалидов;
- анализирует и обобщает предложения организаций и граждан, направленные  на решение проблем инвалидности и инвалидов РСФСР, и оказывает содействие в реализации их инициативы;
- направляет в международные и зарубежные организации, занимающиеся проблемами инвалидности и инвалидов, статистические и иные информационные материалы по вопросам профилактики инвалидности, реабилитации инвалидов и обеспечения им равных возможностей;
- представляет ежегодно президенту РСФСР отчёт о своей деятельности, в том числе об использовании финансовых и материально-технических ресурсов, находящихся в распоряжении Координационного комитета.

- систематическое информирование президента Российской Федерации о положении инвалидов в стране, подготовка ежегодного доклада о состоянии дел в этой сфере;
- подготовка предложений по основным направлениям государственной политики в области профилактики инвалидности, реабилитации инвалидов;
- взаимодействие с организациями, занимающимися проблемами инвалидности и инвалидов;
- анализ проектов законодательных актов по вопросам социальной защиты инвалидов и нормативных документов по актуальным проблемам инвалидности и инвалидов, а также подготовка соответствующих предложений;
- подготовка рекомендаций, связанных с участием Российской Федерации в международных договорах по вопросам социального положения инвалидов;
- взаимодействие с международными и зарубежными организациями в целях координации совместных действий по решению проблем инвалидности и инвалидов.

- подготовка предложений по формированию и проведению государственной политики в отношении инвалидов, определение способов, форм и этапов её реализации;
- подготовка предложений по выработке основных направлений совершенствования законодательства Российской Федерации в сфере предоставления инвалидам равных с другими гражданами возможностей в реализации конституционных прав и свобод, социального обеспечения инвалидов и установления им мер государственной поддержки на основании анализа положения дел и обобщения практики применения законодательства Российской Федерации в указанной сфере;
- обсуждение по предложению президента Российской Федерации иных вопросов, относящихся к проблемам инвалидности и инвалидов в Российской Федерации.

### Состав
Бурков, Валерий Анатольевич
Бурков, Валерий Анатольевич
Временное прекращение работы Комитета в связи с роспуском
1. Бойко Максим Владимирович — заместитель руководителя Администрации президента Российской Федерации (председатель Совета)
2. Кораблинов Валерий Александрович — президент Всероссийского общества глухих (заместитель председателя Совета)
3. Ломакин-Румянцев Александр Вадимович — председатель центрального правления Всероссийского общества инвалидов (заместитель председателя Совета)
4. Неумывакин Александр Яковлевич — президент Всероссийского общества слепых (заместитель председателя Совета)
5. Логинов Андрей Викторович — начальник Управления президента Российской Федерации по вопросам взаимодействия с политическими партиями, общественными объединениями, фракциями, депутатами Государственной Думы Федерального Собрания Российской Федерации (ответственный секретарь Совета)
6. Антонюк А. Г. — директор дирекции научно-познавательных программ «Открытый мир» ВГТРК
7. Асмолов Александр Григорьевич — заместитель министра общего и профессионального образования Российской Федерации
8. Баусов Юрий Николаевич — президент Ассоциации молодёжных инвалидных организаций
9. Гришин Вячеслав Леонидович — президент Союза «Чернобыль» России
10. Калашников Сергей Вячеславович — председатель Комитета Государственной Думы по труду и социальной политике
11. Коробченко Виктор Алексеевич — заместитель премьера правительства Москвы
12. Малофеев Николай Николаевич — директор Института коррекционной педагогики Российской академии образования
13. Мищенков Петр Григорьевич — заместитель министра внутренних дел Российской Федерации
14. Молчанов Изосим Павлович — заместитель министра финансов Российской Федерации
15. Морозов Сергей Николаевич — сопредседатель Всесоюзной ассоциации советов воинов запаса и воинов-интернационалистов, оборонно-патриотических объединений
16. Осадчих Анатолий Иванович — заместитель Министра труда и социального развития Российской Федерации
17. Памфилова Элла Александровна — депутат Государственной Думы Федерального Собрания Российской Федерации
18. Позгалев Вячеслав Евгеньевич — губернатор Вологодской области
19. Стародубов Владимир Иванович — заместитель министра здравоохранения Российской Федерации
20. Хихлуха Лев Васильевич — заместитель министра строительства Российской Федерации
21. Шаповальянц Андрей Георгиевич — первый заместитель министра экономики Российской Федерации
22. Швыдкой Михаил Ефимович — заместитель министра культуры Российской Федерации

Указом президента Российской Федерации от 22 сентября 1997 г. № 1051 из состава Совета были исключены:
1. Бойко М. В.
2. Кораблинов В. А.

в состав Совета были включены:
1. Комиссар Михаил Витальевич — заместитель руководителя Администрации президента Российской Федерации (председатель Совета)
2. Смальцер Виктор Петрович — президент Всероссийского общества глухих (заместитель председателя Совета)
3. Сурат Юрий Вениаминович — генеральный директор Государственного объединения «Гарант», Свердловская область
4. Хетагуров Сергей Валентинович — заместитель министра Российской Федерации по делам гражданской обороны, чрезвычайным ситуациям и ликвидации последствий стихийных бедствий

Указом президента Российской Федерации от 1 декабря 1998 г. № 1443 из состава Совета были исключены:
1. Антонюк А. Г.
2. Асмолов А. Г.
3. Калашников С. В.
4. Коробченко В. А.
5. Мищенков П. Г.
6. Молчанов И. П.
7. Хихлуха Л. В.
8. Шаповальянц А. Г.
9. Швыдкой М. Е.

в состав Совета были включены:
1. Вялков Анатолий Иванович — заместитель министра здравоохранения Российской Федерации
2. Голикова Татьяна Алексеевна — руководитель Департамента бюджетной политики Министерства финансов Российской Федерации
3. Гонтмахер Евгений Шлёмович — начальник Департамента социального развития Аппарата Правительства Российской Федерации
4. Демин Вадим Петрович — заместитель министра культуры Российской Федерации
5. Линник Виталий Викторович — заместитель председателя Комитета Государственной Думы по труду и социальной политике
6. Федоров Валерий Иванович — заместитель министра внутренних дел Российской Федерации
7. Чепурных Елена Евгеньевна — статс-секретарь — заместитель министра общего и профессионального образования Российской Федерации
8. Шанцев Валерий Павлинович — первый заместитель премьера правительства Москвы
9. Шаронов Андрей Владимирович — заместитель министра экономики Российской Федерации

1. Макаров Владимир Викторович — заместитель руководителя Администрации президента Российской Федерации (председатель Совета)
2. Логинов Андрей Викторович — начальник Управления президента Российской Федерации по вопросам внутренней политики (заместитель председателя Совета)
3. Ломакин-Румянцев Александр Вадимович — председатель Всероссийского общества инвалидов (заместитель председателя Совета)
4. Неумывакин Александр Яковлевич — президент Всероссийского общества слепых (заместитель председателя Совета)
5. Смальцер Виктор Петрович — президент Всероссийского общества глухих (заместитель председателя Совета)
6. Баусов Юрий Николаевич — президент Ассоциации молодёжных инвалидных организаций
7. Вялков Анатолий Иванович — заместитель министра здравоохранения Российской Федерации
8. Голикова Татьяна Алексеевна — заместитель министра финансов Российской Федерации
9. Гонтмахер Евгений Шлёмович — начальник Департамента социального развития Аппарата Правительства Российской Федерации
10. Гришин Вячеслав Леонидович — президент Общероссийской общественной организации инвалидов Союз «Чернобыль» России
11. Лезжов Иван Иванович — ответственный секретарь Российской Ассоциации Героев
12. Линник Виталий Викторович — заместитель председателя Комитета Государственной Думы по труду и социальной политике (по согласованию)
13. Малофеев Николай Николаевич — директор Института коррекционной педагогики Российской академии образования
14. Морозов Сергей Николаевич — сопредседатель Всесоюзной ассоциации советов воинов запаса и воинов-интернационалистов, оборонно-патриотических объединений
15. Осадчих Анатолий Иванович — заместитель министра труда и социального развития Российской Федерации
16. Памфилова Элла Александровна — депутат Государственной Думы Федерального Собрания Российской Федерации (по согласованию)
17. Позгалев Вячеслав Евгеньевич — губернатор Вологодской области
18. Сурат Юрий Вениаминович — генеральный директор государственного производственного объединения «Гарант»
19. Федоров Валерий Иванович — первый заместитель министра внутренних дел Российской Федерации
20. Федотовская Тамара Александровна — советник Организационного управления Администрации президента Российской Федерации (ответственный секретарь Совета)
21. Хетагуров Сергей Валентинович — заместитель министра Российской Федерации по делам гражданской обороны, чрезвычайным ситуациям и ликвидации последствий стихийных бедствий
22. Чепурной Андрей Геннадьевич — председатель Общероссийской общественной организации инвалидов войны в Афганистане
23. Шанцев Валерий Павлинович — первый заместитель премьера правительства Москвы
24. Шаронов Андрей Владимирович — заместитель министра экономики Российской Федерации

Указом президента Российской Федерации от 16 февраля 2000 г. № 361 из состава Совета исключён

Макаров В. В.
в состав Совета включён

Иванов Виктор Петрович — заместитель руководителя Администрации президента Российской Федерации (председатель Совета)
Временное прекращение работы Совета в связи с роспуском
1. Нарышкин Сергей Евгеньевич — руководитель Администрации президента Российской Федерации (председатель Совета)
2. Дворкович Аркадий Владимирович — помощник президента Российской Федерации (заместитель председателя Совета), в соответствии с Указом президента Российской Федерации от 24 января 2012 г. № 104 — помощник президента Российской Федерации (председатель Совета)
3. Алханов Али Дадашевич — заместитель министра юстиции Российской Федерации
4. Артамонов Анатолий Дмитриевич — губернатор Калужской области
5. Белькова Надежда Михайловна — председатель межрегиональной общественной организации инвалидов «Пилигрим»
6. Голикова Татьяна Алексеевна — министр здравоохранения и социального развития Российской Федерации
7. Гришин Вячеслав Леонидович — президент Союза общественных организаций инвалидов «Союз «Чернобыль» России»
8. Дроздов Антон Викторович — председатель правления Пенсионного фонда Российской Федерации
9. Жарков Александр Николаевич — член Общественной палаты Российской Федерации, член бюро президиума Общероссийской общественной организации «Российский Красный Крест»
10. Исаев Андрей Константинович — председатель Комитета Государственной Думы по труду и социальной политике (по согласованию)
11. Калина Исаак Иосифович — заместитель министра образования и науки Российской Федерации
12. Круглик Сергей Иванович — заместитель министра регионального развития Российской Федерации
13. Левицкая Александра Юрьевна — заместитель министра экономического развития Российской Федерации
14. Ломакин-Румянцев Александр Вадимович — депутат Государственной Думы Федерального Собрания Российской Федерации, председатель Всероссийского общества инвалидов (по согласованию)
15. Мурычев Александр Васильевич — первый вице-президент Общероссийского объединения работодателей «Российский союз промышленников и предпринимателей», в соответствии с Указом президента Российской Федерации от 7 февраля 2011 г. № 153 — исполнительный вице-президент Общероссийского объединения работодателей «Российский союз промышленников и предпринимателей»
16. Найговзина Нелли Борисовна — директор Департамента социального развития и охраны окружающей среды Аппарата Правительства Российской Федерации, в соответствии с Указом президента Российской Федерации от 7 февраля 2011 г. № 153 — директор Департамента социального развития Аппарата Правительства Российской Федерации
17. Нестеренко Татьяна Геннадьевна — заместитель министра финансов Российской Федерации
18. Неумывакин Александр Яковлевич — президент Всероссийского общества слепых
19. Островский Михаил Владимирович — заместитель начальника Управления президента Российской Федерации по внутренней политике (секретарь Совета)
20. Рухледев Валерий Никитич — президент Всероссийского общества глухих
21. Терентьев Михаил Борисович — депутат Государственной Думы Федерального Собрания Российской Федерации (по согласованию)
22. Уйба Валентин Викторович — руководитель ФМБА России
23. Филипенко Александр Васильевич — губернатор — председатель правительства Ханты-Мансийского автономного округа — Югры
24. Чепурной Андрей Геннадьевич — лидер Общероссийской общественной организации инвалидов войны в Афганистане, в соответствии с Указом президента Российской Федерации от 7 февраля 2011 г. № 153 — лидер Общероссийской общественной организации инвалидов войны в Афганистане и военной травмы — «Инвалиды войны»
25. Шрейдер Виктор Филиппович — мэр г. Омска

Указом президента Российской Федерации от 29 апреля 2009 г. № 473 из состава Совета исключён

Островский М. В.
в состав Совета включены:
1. Малышев Антон Владимирович — референт Управления президента Российской Федерации по внутренней политике (секретарь Совета)
2. Смолин Олег Николаевич — депутат Государственной Думы Федерального Собрания Российской Федерации (по согласованию)

Указом президента Российской Федерации от 7 февраля 2011 г. № 153 из состава Совета исключены: 
1. Калина И. И.
2. Круглик С. И.
3. Филиппенко А. В.

в состав Совета включены:
1. Дулинов Максим Викторович — заместитель министра образования и науки Российской Федерации
2. Королевский Константин Юрьевич — заместитель министра регионального развития Российской Федерации
3. Хорошавин Александр Вадимович — губернатор Сахалинской области

Указом президента Российской Федерации от 24 января 2012 г. № 104 из состава Совета исключены:
1. Королевский К. Ю.
2. Малышев А. В.
3. Нарышкин С. Е.
4. Шрейдер В. Ф.

в состав Совета включены:
1. Леонтьева Елена Владимировна — заместитель начальника департамента Управления президента Российской Федерации по внутренней политике (секретарь Совета)
2. Пономарев Илья Вадимович — заместитель министра регионального развития Российской Федерации
3. Черкесов Леонид Ильич — глава города Чебоксары
4. Чуковская Екатерина Эдуардовна — статс-секретарь — заместитель министра культуры Российской Федерации
5. Юрьев Евгений Леонидович — советник президента Российской Федерации (заместитель председателя Совета)

Указом президента Российской Федерации от 21 августа 2012 г. № 1201 Совет был преобразован в Комиссию при президенте Российской Федерации по делам инвалидов
1. Левицкая Александра Юрьевна — советник Президента Российской Федерации (председатель Комиссии)
2. Котяков Антон Олегович — Министр труда и социальной защиты Российской Федерации (заместитель председателя Комиссии)
3. Попов Владимир Михайлович — заместитель начальника департамента по обеспечению деятельности советников Президента Российской Федерации секретариата Руководителя Администрации Президента Российской Федерации (секретарь Комиссии)
4. Алханов Али Дадашевич — заместитель Министра юстиции Российской Федерации
5. Афанасьев Дмитрий Владимирович — заместитель Министра науки и высшего образования Российской Федерации
6. Белькова Надежда Михайловна — председатель правления межрегиональной общественной организации инвалидов «Пилигрим»
7. Воронин Юрий Викторович — Главный финансовый уполномоченный (по согласованию)
8. Гришин Вячеслав Леонидович — президент Общероссийского союза общественных объединений «Союз «Чернобыль» России»
9. Гурцкая Диана Гудаевна — председатель Комиссии по доступной среде и развитию инклюзивных практик Общественной палаты Российской Федерации (по согласованию)
10. Жулёв Юрий Александрович — президент Общероссийской благотворительной общественной организации инвалидов «Всероссийское общество гемофилии», сопредседатель Всероссийского союза общественных объединений пациентов
11. Журавский Александр Владимирович — заместитель начальника Управления Президента Российской Федерации по общественным проектам
12. Иванов Валентин Олегович — заместитель Министра транспорта Российской Федерации
13. Иванов Станислав Александрович — президент Общероссийской общественной организации инвалидов «Всероссийское общество глухих» (по согласованию)
14. Кадочников Павел Анатольевич — заместитель Министра финансов Российской Федерации
15. Карелова, Галина Николаевна — заместитель Председателя Совета Федерации Федерального Собрания Российской Федерации (по согласованию)
16. Каширина Ольга Валентиновна — президент фонда академической и профессиональной поддержки инвалидов и лиц с ограниченными возможностями здоровья «Талант преодоления» (по согласованию)
17. Кравцов Сергей Сергеевич — министр просвещения Российской Федерации
18. Кришталь Давид Михайлович — заместитель председателя Федерации независимых профсоюзов России (по согласованию)
19. Левичев Николай Владимирович — член Центральной избирательной комиссии Российской Федерации (по согласованию)
20. Мачульская Елена Евгеньевна — профессор кафедры Московского государственного университета имени М.В.Ломоносова
21. Мурычев Александр Васильевич — исполнительный вице‑президент Общероссийской общественной организации «Российский союз промышленников и предпринимателей»
22. Нилов Ярослав Евгеньевич — председатель Комитета Государственной Думы по труду, социальной политике и делам ветеранов (по согласованию)
23. Преподобная Надежда Александровна — заместитель Министра культуры Российской Федерации
24. Приезжева Екатерина Геннадьевна — заместитель Министра промышленности и торговли Российской Федерации
25. Рожков Павел Алексеевич — президент Общероссийской общественной организации «Паралимпийский комитет России»
26. Сипкин Владимир Васильевич — президент Общероссийской общественной организации инвалидов «Всероссийское ордена Трудового Красного Знамени общество слепых» (по согласованию)
27. Смолин Олег Николаевич — первый заместитель председателя Комитета Государственной Думы по науке и высшему образованию (по согласованию)
28. Стасишин Никита Евгеньевич — заместитель Министра строительства и жилищно-коммунального хозяйства Российской Федерации
29. Терентьев Михаил Борисович — заместитель председателя Комитета Государственной Думы по труду, социальной политике и делам ветеранов (по согласованию)
30. Черкесова Бэлла Мухарбиевна — заместитель Министра цифрового развития, связи и массовых коммуникаций Российской Федерации
31. Чирков Сергей Александрович — председатель Фонда пенсионного и социального страхования Российской Федерации
32. Чупшева Светлана Витальевна — генеральный директор автономной некоммерческой организации «Агентство стратегических инициатив по продвижению новых проектов» (по согласованию)

### Деятельность
- Первоначальная деятельность комитета, связанная с личностью его первого руководителя, существенно повлияла на российскую государственную политику, связанную с защитой прав и интересов инвалидов. Была создана нормативная база системы социальной реабилитации инвалидов,; в строительные нормативы впервые ввели нормы, закрепляющие безбарьерное пространство. Разработанные комитетом документы позднее вошли составной частью в закон «О социальной защите инвалидов»[1].
- В годы работы комиссии она продолжала лоббистскую деятельность, связанную с обеспечением прав инвалидов. Среди заметных инициатив, выдвинутых комиссией, можно назвать:
  - продвижение комиссией инклюзивного образования в России. В 2015 году по поручению комиссии Минобрнауки России разработало Межведомственный комплексный план по вопросам организации инклюзивного дошкольного и общего образования и создания специальных условий для получения образования детьми-инвалидами и детьми с ОВЗ[9]. Этот план был успешно реализован как на федеральном, так и на региональном уровнях, что стало причиной к разработки второго плана, принятого на период 2016—2017 и третьего — на период 2018—2020 гг.[10]
  - лоббирование комиссией обязательного сурдо- и тифлоперевода в фильмах, которым выдаются прокатные удостоверения[11][12];
  - подготовка комиссией проекта по мер формированию «отрасли промышленной продукции реабилитационной направленности», как отдельной отрасли экономики. В рамках проекта были подготовлены нормативные документы, включая выделение специальных кодов ОКВЭД, разработаны другие шаги и меры, числом около 20 пунктов, в том числе по налоговым и другим льготам для предприятий этой отрасли. Двухлетний план был официально принят Правительством РФ в декабре 2020 года. При этом комиссия была определена, наряду с самим Правительством, как один из двух органов, перед которым Минпромторг РФ должен отчитываться о реализации проекта[13].
- Также комиссия участвует в подготовке Специальной Олимпиады 2022 года в Казани, её председатель входит в состав оргкомитета Специальной олимпиады[14].